# Monkeywrench Records
Monkeywrench Records es una discográfica independiente de Estados Unidos, con sede en Seattle, Washington. El sello fue creado por miembros de la banda de rock alternativo Pearl Jam en 2009, tras el fin del contrato que tenía el grupo con J Records. La distribución de Monkeywrench es realizada por Target en los Estados Unidos y por Universal Music Group en el resto del mundo.